# Naarn im Machlande
Naarn im Machlande település Ausztriában, Felső-Ausztria tartományban, a Pergi járásban. Tengerszint feletti magassága 245 méter, területe 35,17 km².

## Elhelyezkedése
Naarn im Machlande Mauthausen, Schwertberg, Perg, Mitterkirchen im Machland, Strengberg és Sankt Pantaleon-Erla településekkel határos.

## Népesség
| 2016 | 3 691 |
| 2018 | 3 690 |